# Slovenska republiška liga 1982-1983
La Slovenska republiška nogometna liga 1982./83. (it. "Campionato calcistico della Repubblica di Slovenia 1982-83") fu la trentacinquesima edizione del campionato della Repubblica Socialista di Slovenia. Era uno dei gironi delle Republičke lige 1982-1983, terzo livello della piramide calcistica jugoslava.
Il campionato venne vinto dallo Slovan Lubiana, al suo secondo titolo nella slovenia repubblicana.

Questo successo diede ai lubianesi la promozione diretta in Druga Liga 1983-1984.
Il capocannoniere del torneo (per la terza volta consecutiva) fu Bojan Prašnikar, dello Šmartno, con 21 reti.

## Squadre partecipanti
| Squadra    | Città           | Stagione 1981-82 | Stagione 1981-82   |
| Squadra    | Città           | Pos.             | Divisione          |
| ---------- | --------------- | ---------------- | ------------------ |
| Rudar (Ve) | Velenje         | 15°              | Druga liga Ovest   |
| Izola      | Isola d'Istria  | 2°               | Slovenska liga     |
| Mura       | Murska Sobota   | 3º               | Slovenska liga     |
| Slovan     | Lubiana         | 4º               | Slovenska liga     |
| Šmartno    | Šmartno ob Paki | 5°               | Slovenska liga     |
| Triglav    | Kranj           | 6°               | Slovenska liga     |
| Železničar | Maribor         | 7º               | Slovenska liga     |
| Stol       | Kamnik          | 8º               | Slovenska liga     |
| Rudar (Tr) | Trbovlje        | 9º               | Slovenska liga     |
| Nafta      | Lendava         | 10º              | Slovenska liga     |
| Koper      | Capodistria     | 11°              | Slovenska liga     |
| Primorje   | Aidussina       | 12°              | Slovenska liga     |
| Tabor      | Sesana          | 1°               | Območna liga Ovest |
| Kovinar    | Maribor         | 1°               | Območna liga Est   |

## Classifica
|                      | Pos. | Squadra            | Pt | G  | V  | N  | P  | GF | GS | DR  |
| -------------------- | ---- | ------------------ | -- | -- | -- | -- | -- | -- | -- | --- |
|                      | 1.   | Slovan Lubiana     | 44 | 26 | 20 | 4  | 2  | 77 | 27 | +50 |
|                      | 2.   | Izola              | 31 | 26 | 13 | 5  | 8  | 43 | 34 | +9  |
|                      | 3.   | Šmartno ob Paki    | 29 | 26 | 13 | 3  | 10 | 47 | 34 | +13 |
|                      | 4.   | Koper              | 28 | 26 | 10 | 8  | 8  | 35 | 41 | −6  |
|                      | 5.   | Mura               | 28 | 26 | 11 | 6  | 9  | 36 | 48 | −12 |
|                      | 6.   | Rudar Trbovlje     | 26 | 26 | 10 | 6  | 10 | 33 | 31 | +2  |
|                      | 7.   | Rudar Velenje      | 26 | 26 | 8  | 10 | 8  | 38 | 39 | −1  |
|                      | 8.   | Stol Kamnik        | 25 | 26 | 10 | 5  | 11 | 40 | 54 | −14 |
|                      | 9.   | Kovinar Maribor    | 24 | 26 | 10 | 4  | 12 | 39 | 40 | −1  |
|                      | 10.  | Železničar Maribor | 24 | 26 | 7  | 10 | 9  | 37 | 31 | +6  |
|                      | 11.  | Primorje (−1)      | 24 | 26 | 10 | 5  | 11 | 34 | 38 | −4  |
|                      | 12.  | Triglav            | 21 | 26 | 9  | 3  | 14 | 39 | 43 | −4  |
|                      | 13.  | Tabor Sežana       | 18 | 26 | 6  | 6  | 14 | 36 | 51 | −15 |
|                      | 14.  | Nafta (−1)         | 14 | 26 | 5  | 5  | 16 | 21 | 54 | −33 |
| Fonte: sportsport.ba |      |                    |    |    |    |    |    |    |    |     |

Legenda:
      Promosso in Druga Liga 1983-1984.
      Retrocesso nella divisione inferiore.
Note:
Due punti a vittoria, uno a pareggio, zero a sconfitta.

## Divisione inferiore
| Girone                                                                  | Vincitore      | 2º posto    | 3º posto |
| ----------------------------------------------------------------------- | -------------- | ----------- | -------- |
| Območna liga Ovest                                                      | Vozila         | ŽNK Lubiana | Domžale  |
| Območna liga Est                                                        | Kladivar Celje | Dravograd   | Aluminij |
| In grassetto le squadre promosse in Slovenska republiška liga 1983-1984 |                |             |          |